# 茨城県薬剤師会
公益社団法人茨城県薬剤師会（こうえきしゃだんほうじんいばらきけんやくざいしかい、英称: Ibaraki Pharmaceutical Association）は、茨城県の薬剤師を会員（2012年4月現在の会員数は1,819人）とする茨城県知事認定の公益法人で、医薬品の適正使用に関する普及啓発、医薬品の供給と品質の確保、医薬品及び薬事に関する情報の提供、薬剤師の資質向上に関する事業などを行っている。

## 本部所在地
〒310-0034 茨城県水戸市笠原町978-47

## 沿革
- 1893年5月26日 - 茨城県薬剤師会設立。
- 1902年 - 日本薬剤師会茨城支部となる。会員数16名。
- 1926年5月23日 - 薬剤師会令にもとづいて、強制加入の組織、公法人茨城県薬剤師会となる。
- 1943年 - 戦時薬剤師会令の公布により、新薬剤師会となる。
- 1954年1月10日 - 社団法人茨城県薬剤師協会設立。会員数250名。
- 1970年11月12日 - 社団法人茨城県薬剤師会に名称を変更。（所在地：茨城県水戸市五軒町2-3-3）
- 1972年5月 - (財)茨城県薬剤師会公衆衛生検査センターを設立し、検査業務を開始。
- 1972年10月 - 茨城県薬業会館を竣工、移転。会員数500名。（所在地：茨城県水戸市千波町東久保12-6）
- 1979年6月 - 薬事情報室を設置し、医薬に関する情報を提供。
- 1984年3月 - 筑波分室を竣工し、県南の検査業務を拡大。
- 1987年12月 - 国立水戸病院の院外処方箋を応需するために、薬剤師会会営水戸調剤薬局を開設。
- 1990年7月 - 国立霞ヶ浦病院の院外処方箋を応需するために、薬剤師会会営土浦調剤薬局を開設。
- 1991年1月 - つくば調剤センターを開設し、院外処方箋の受入体制を強化する。
- 1995年4月 - 薬剤師の就業斡旋のために薬剤師バンク事業を開始。
- 1995年9月 - 茨城県保健衛生会館を竣工させ移転。会員数1,500名。（所在地：水戸市緑町3-5-35）
- 2011年9月 - 茨城県薬剤師会館を竣工させ移転。（所在地：水戸市笠原町978-47）

## 地域薬剤師会
- 水戸薬剤師会
- 笠間薬剤師会
- ひたちなか薬剤師会
- 常陸太田市薬剤師会
- 常陸大宮薬剤師会
- 日立薬剤師会
- 高萩薬剤師会
- 鉾田薬剤師会
- 潮来薬剤師会
- 龍ケ崎薬剤師会
- 牛久薬剤師会
- 土浦薬剤師会
- 石岡薬剤師会
- つくば薬剤師会
- 筑西薬剤師会
- 常総薬剤師会
- 古河薬剤師会
- 県職薬剤師会
- 病薬薬剤師会